# Наве Сан Роко
Наве Сан Роко (итал. Nave San Rocco) је насеље у Италији у округу Тренто, региону Трентино-Јужни Тирол.
Према процени из 2011. у насељу је живело 1061 становника. Насеље се налази на надморској висини од 203 м.

## Становништво
Према резултатима пописа становништва 2011. у општини је живело 1.391 становника.
| 1931. | 1936. | 1951. | 1961. | 1971. | 1981. | 1991. | 2001. | 2011. |
| ----- | ----- | ----- | ----- | ----- | ----- | ----- | ----- | ----- |
| 586   | 588   | 732   | 780   | 804   | 873   | 932   | 1.208 | 1.391 |